# Ёсида Мицуёси

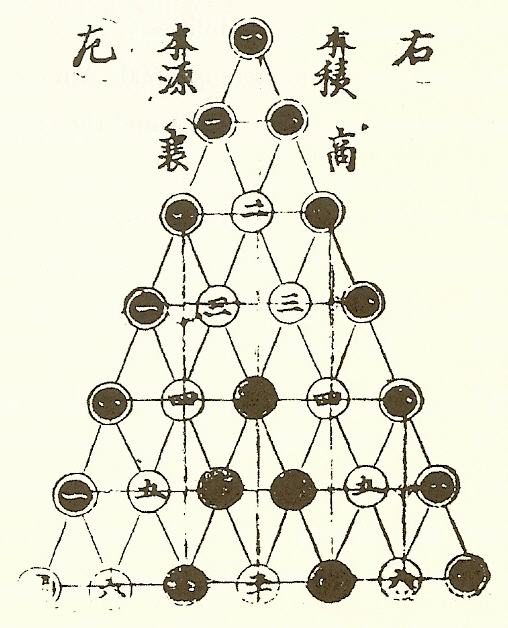
Представление биноминальных коэффициентов в труде Ёсиды.

Ёсида Мицуёси (также Ёсида Кою; 1598—1672) — японский математик-васан периода Эдо. Более всего известен как автор труда по арифметике «Дзинкоку» (塵劫記), оказавшего большое влияние на последующих японских авторов математических работ и сами работы в данной области знаний.
Ёсида родился в семье врача и был родом из Саги, пригорода Киото. Родство с богатым купеческим семейством Суминокура позволило с детства имевшему склонности к математике Ёсиде получить хорошее образование и доступ к китайской книге по математике, вышедшей в 1592 году, — «Суаньфа Тунцзун» (算法统宗), которой он впоследствии активно пользовался при написании собственных работ. Известно также, что его учителем был Мори Сигэёси.
Экономический подъём после окончания политической смуты периода Адзути-Момояма и объединение страны при сёгунах Токугава характеризовались повышением требований к качеству математических расчётов, что, однако, затруднялось несовершенством методов и сложной валютной системой. Требовались постоянные пересчёты между золотым стандартом Эдо, серебряными стандартами Киото и Осаки и различными медными стандартами, а также между различными системами мер и весов. Как вспомогательное средство при выполнении таких расчётов всё большую важность приобретали японские счёты, так называемый соробан. Однако его внедрение в использование и в самые важные арифметические расчёты по-прежнему оставалось незначительным.
Этот пробел Ёсида — подобно жившему веком раньше европейскому математику Адаму Ризе — попытался в 1627 году восполнить своим учебником арифметики «Дзинкоку». Эта работа включала в себя помимо объяснения постоянно необходимых математических действий также многочисленные упражнения вида «разминки для ума», при составлении которых Ёсида частично опирался на китайские наработки из известной ему «Суаньфа Тунцзун». До конца 1641 года он неоднократно вносил изменения в своё произведение, добавляя в новые редакции такие нововведения, как цветные иллюстрации, обозначения различными цветами положительны(красным) и отрицательных (чёрным) чисел, а также списком «нерешённых проблем» — собрания 12 нерешённых задач, чем очевидно превзошёл многочисленных подражателей.
После 1641 года Ёсида занимался в основном проектами речного строительства, поэтому не установлено достоверно, является ли он в действительности также автором приписываемой ему книги 1643 года. Считается установленным, что он участвовал в написании двух книг на тему летоисчисления, «Вакан Хэннэн Гонзэн» (1645) и «Корэки Бинран» (1648). Ёсида Мицуёси скончался в 1672 году.